# Watertoren (Roksem)

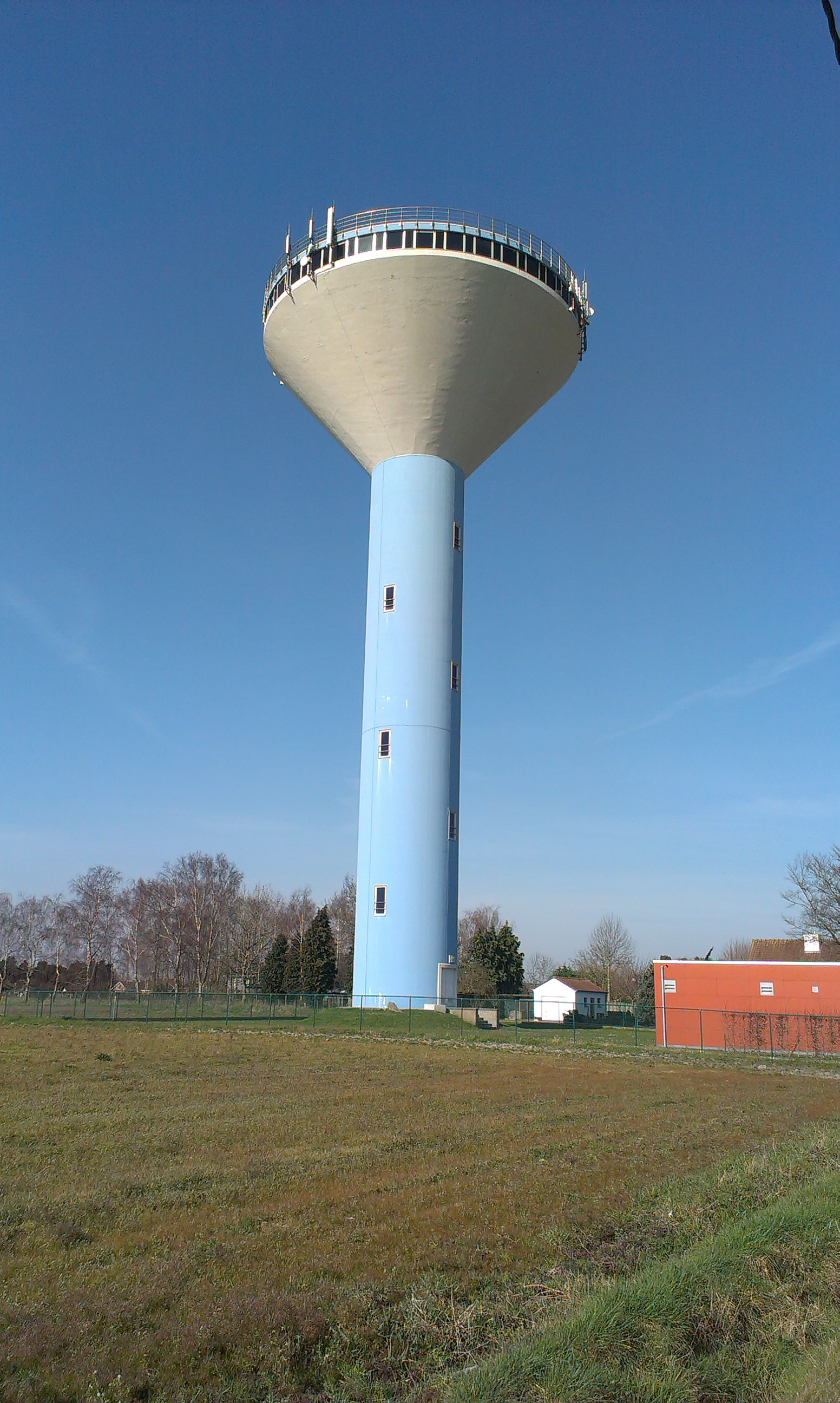
Watertoren van Roksem

De watertoren is een bouwwerk in de tot de West-Vlaamse gemeente Oudenburg behorende plaats Roksem, gelegen aan de Zeeweg 160.
De watertoren werd in 1969 gebouwd en is met 52 meter een van de hoogste punten in de omgeving.
Deze toren heeft een inhoud van 1000 m3 en was de eerste watertoren van het kegelvormige paddenstoeltype die werd gebouwd.